# František Vavrinčík
František Vavrinčník (* 18. září 1940) je bývalý slovenský atlet a fotbalový trenér.

## Sportovní kariéra
Jako sportovec se věnoval trojskoku a působil v Dukle Praha. V roce 1966 přešel do Dukly Banská Bystrica. Z počátku působil jako atletický trenér se zaměření na skoky.

## Trenérská kariéra
Byl asistentem Jozefa Adamce v Dukle Banská Bystrica.